# Lactarius lilacinus
Lactarius lilacinus (Wilhelm Gottfried Lasch, 1828 ex Elias Magnus Fries, 1838) este o specie de ciuperci necomestibile din încrengătura Basidiomycota în familia Russulaceae și de genul Lactarius. O denumire populară nu este cunoscută. Acest burete destul de rar coabitează, fiind un simbiont micoriza (formează micorize pe rădăcinile arborilor). În România, Basarabia și Bucovina de Nord trăiește pe sol acru, neutru, dar și argilos-nisipos, în grupuri, deseori în mănunchiuri, prin zăvoaie precum în păduri mixte cu mesteceni umede numai sub arini. De menționat este, că în câmpie și la deal este legat de arinul negru, iar la munte de arinul alb. Timpul apariției este din (august) septembrie până în (noiembrie).

## Taxonomie
Specia a fost descrisă de mai mulți micologi cunoscuți sub diverse denumiri (vezi infocasetă), cu toate acceptate sinonim, dar nefolosite, dar numele binomial este cel determinat de botanistul german Wilhelm Gottfried Lasch (1787-1863) drept Agaricus lilacinus, publicat în volumul 3 al jurnalul științific Linnaea din 1828.
Apoi marele savant Elias Magnus Fries a transferat specia corect la genul Lactarius sub păstrarea epitetului, de verificat în cartea sa Epicrisis systematis mycologici, seu synopsis hymenomycetum din 1838, fiind numele actual valabil (2020).
Epitetul este derivat din cuvântul latin (latină lilacinus=slab purpureu, de culoarea liliacului), datorită culorii pălăriei.

## Descriere
- Pălăria: are un diametru de 3–8 (12)cm, este destul de subțire, inițial boltită, mai târziu aplatizată, prezentând ocazional o papilă mică centrală, iar la bătrânețe adâncită până în formă de pâlnie. Marginea este pentru mult timp răsfrântă spre inferior și netedă. Cuticula, este uscată, mată, mătăsoasă, la avansarea în vârstă ceva încrețită, chiar slab solzoasă în mijloc. De obicei nu prezintă zone concentrice, dar uneori se găsesc unele în jurul marginii, nu tare accentuate. Coloritul variabil poate fi sumbru rozaliu, roz-purpuriu, gri-violet, decolorându-se în vârstă, devenind atunci slab ocru-carneu.

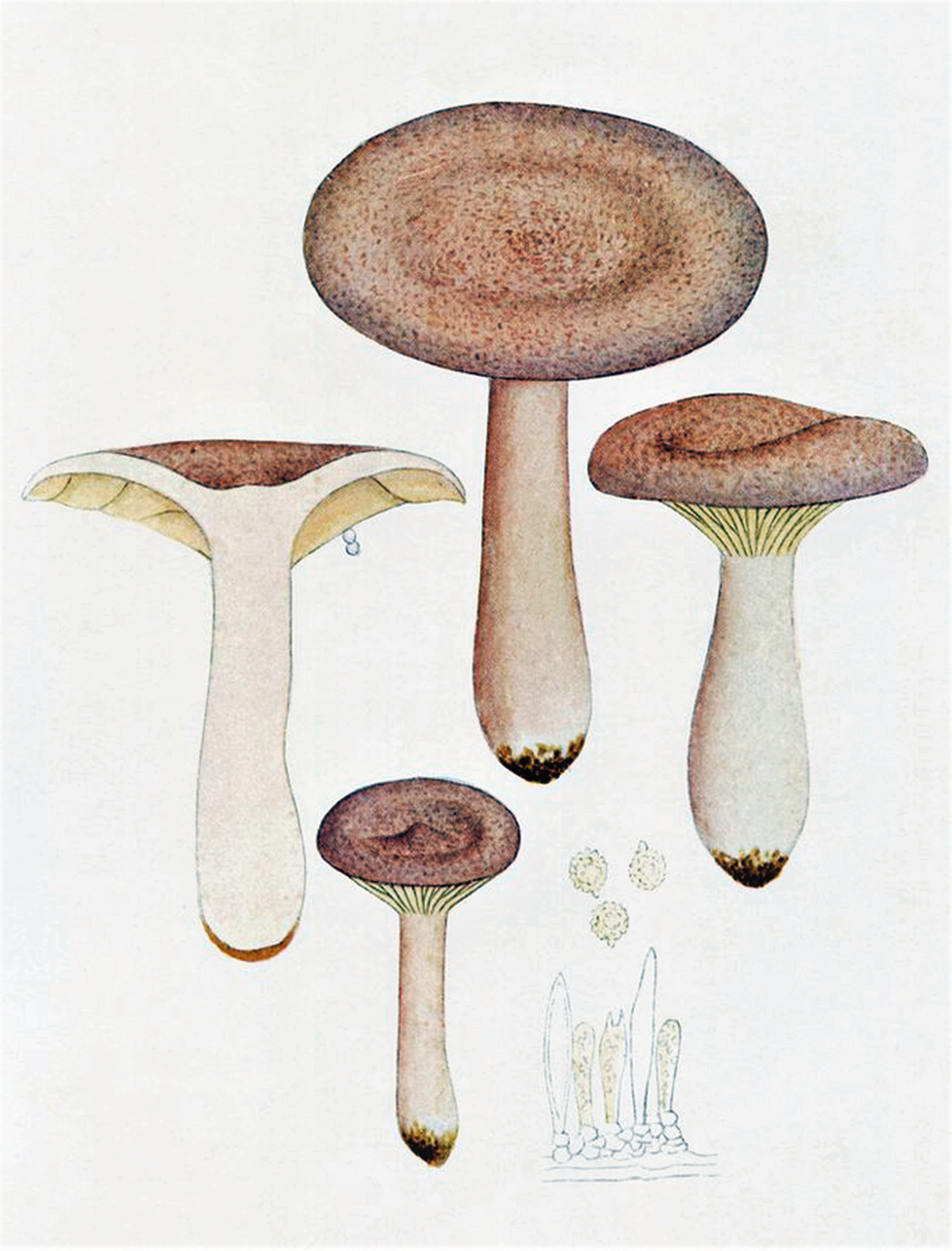
Bres.: Lactarius lilacinus

- Lamelele: sunt de lățime medie, destul de distanțate, în vârstă bombate, cu lame intercalate și bifurcate, având muchii netede. Sunt aderate sau slab decurente la picior. Coloritul, în tinerețe de un palid gălbui murdar, devine tot mai mult ocru până ocru-carneu.
- Piciorul: are o înălțime de 4-7 cm și o grosime de 0,5-1cm, este uscat, cilindric și spre bază ușor îngroșat, mătăsos-pâslos, uneori slab canelat vertical, în tinerețe brumat, inițial plin, apoi împăiat și în sfârșit gol pe dinăuntru. Coloritul suprafeței este mai deschis ca cel al cuticulei, dar și el cu nuanțe rozalii până gri-purpurii, spre bază ocru-maroniu sau brun de scorțișoară. Nu prezintă o zonă inelară.
- Carnea: este destul de fragilă și subțire, coloritul fiind albicios, spre bază palid ocru. Nu se decolorează după tăiere. Mirosul fructuos amintește de mușcată sau cicoare, odată uscată puternic de schinduf. Gustul este în primul moment blând, dar devine repede amar, zgârcind și iute.
- Laptele: numai slab curgător este alb-apos, devenind după uscare gri-verzui. Gustul este ca și carnea mai întâi blând, apoi repede amar, zgârcind și iute.[3][4]
- Caracteristici microscopice: are spori apiculați, globuloși de 8-9 microni și/sau ovoidali de 7,5-8 x 6–6,5 microni, fiind amiloizi (ce înseamnă colorabilitatea structurilor tisulare folosind reactivi de iod), hialini (translucizi) și acoperiți cu crestături scurte precum cu negi destul de lați (0,7-1,3µm), dar nu ascuțiți, și aproape complet reticulați. Pulberea lor este albă. Basidiile cu 4 sterigme fiecare sunt cilindrice până slab clavate,  măsurând 40-50 × 8-10 microni. Cistidelele (elemente sterile situate în stratul himenal sau printre celulele din pielița pălăriei și a piciorului, probabil cu rol de excreție) sunt fusiforme cu o dimensiune de 70-80 × 8-10 microni.[8] Prezintă o mulțime de  pleurocistide (elemente sterile situate în himenul de pe fețele lamelor) mai mult sau mai puțin cilindrice cu vârfuri turtite de 60-105 x 7-11 (13) microni. Muchiile eterogene, ce înseamnă că poartă bazidii și cheilocistidele (elemente sterile situate pe muchia lamelor) care sunt numeroase și cilindrice cu o dimensiune de 45-90 x 6,5-9,5 microni. Pileocistidele (elemente sterile de pe suprafața pălăriei) numai puțin diferențiate formează un strat de hife slab ascendente, scurte  și groase (4-20µm) care sunt împletite neregulat. Unele capete ies clar în afară.[9][10]
- Reacții chimice: carnea se decolorează cu acid sulfuric slab roșiatic, cu fenol roșiatic, apoi brun-roșiatic și în sfârșit negricios purpuriu, dar cuticula brun-roșcat purpuriu, cu guaiacol mai întâi portocaliu-carneu după o jumătate de oră murdar vinaceu, buretele cu Hidroxid de potasiu imediat verde-măsliniu închis, carnea cu sulfat de fier roșiatic murdar, iar cuticula asemănător cu o tentă purpurie, și cu tinctură de Guaiacum imediat verde.[11][12]

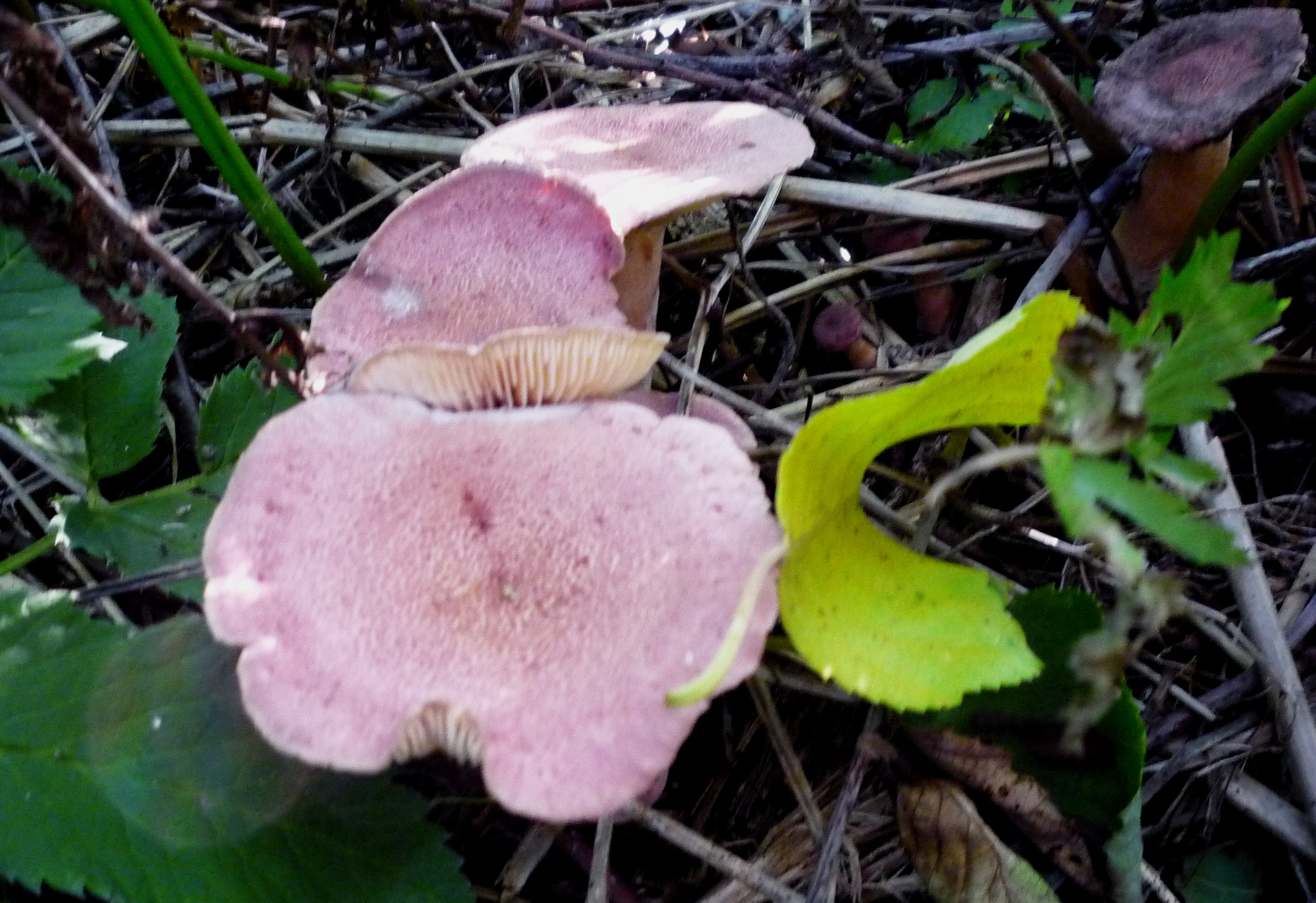
L. lilacinus mai bătrâni, pălării, lamele

## Confuzii
Datorită culorii specifice, specia poate fi confundată până la maturitate numai cu puține altele, ca de exemplu Lactarius aspideus sin. Lactarius flavidus (necomestibil), Lactarius azonites (necomestibil), Lactarius glyciosmus (condiționat comestibil), Lactarius helvus (comestibil doar ca condiment), Lactarius hepaticus (necomestibil, amar și iute, crește sub pini), Lactarius mammosus sin. Lactarius fuscus (necomestibil), Lactarius rufus (necomestibil), Lactarius trivialis (necomestibil) sau Lactarius uvidus (necomestibil), dar, odată cu avansarea în vârstă și decolorarea cuticulei, de asemenea cu Lactarius decipiens (necomestibil), Lactarius fluens (necomestibil), Lactarius fuliginosus (necomestibil) și Lactarius glyciosmus (necomestibil).
…

## Specii asemănătoare în imagini

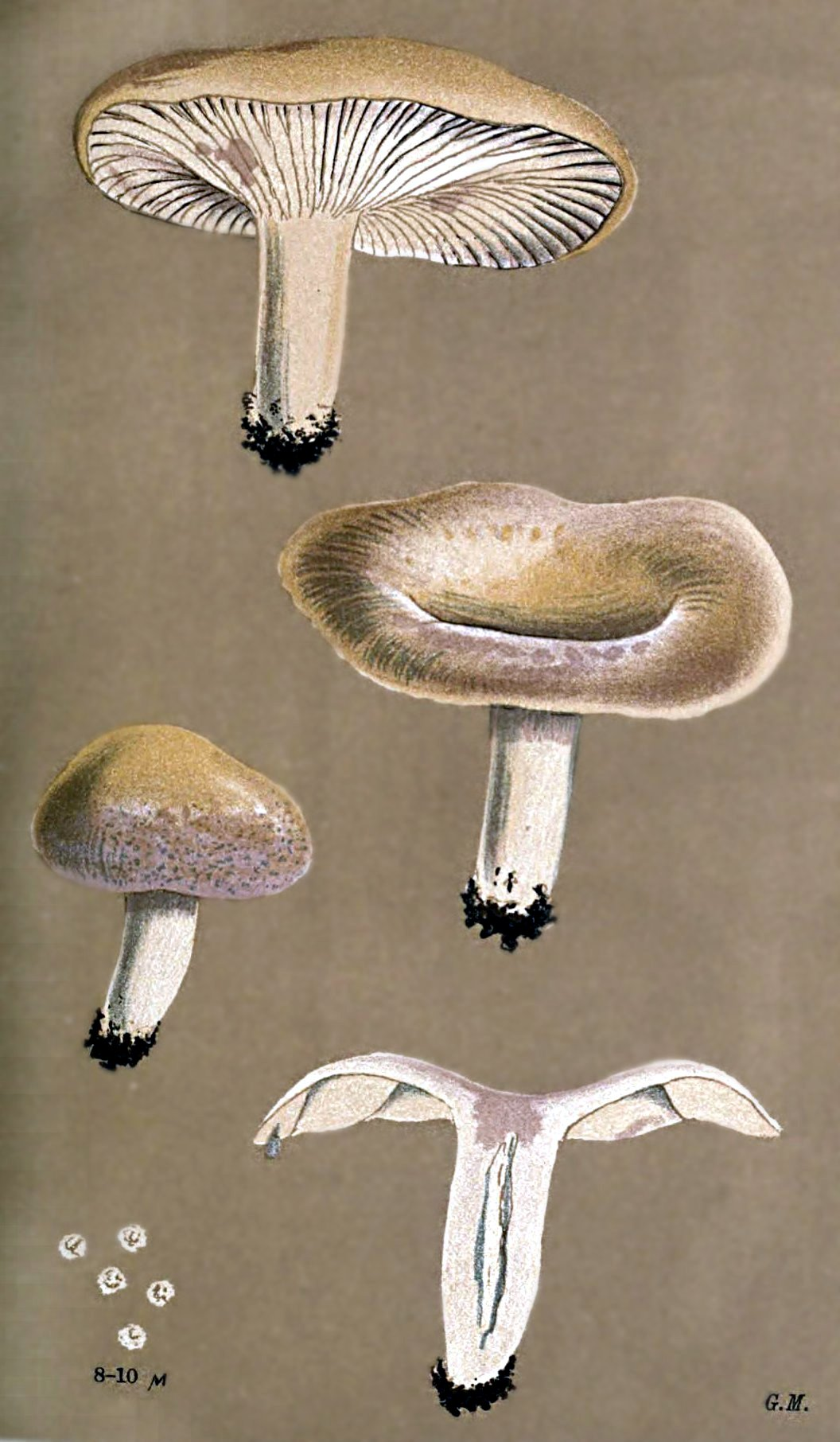
!Lactarius aspideus!  sin. !Lactarius flavidus!
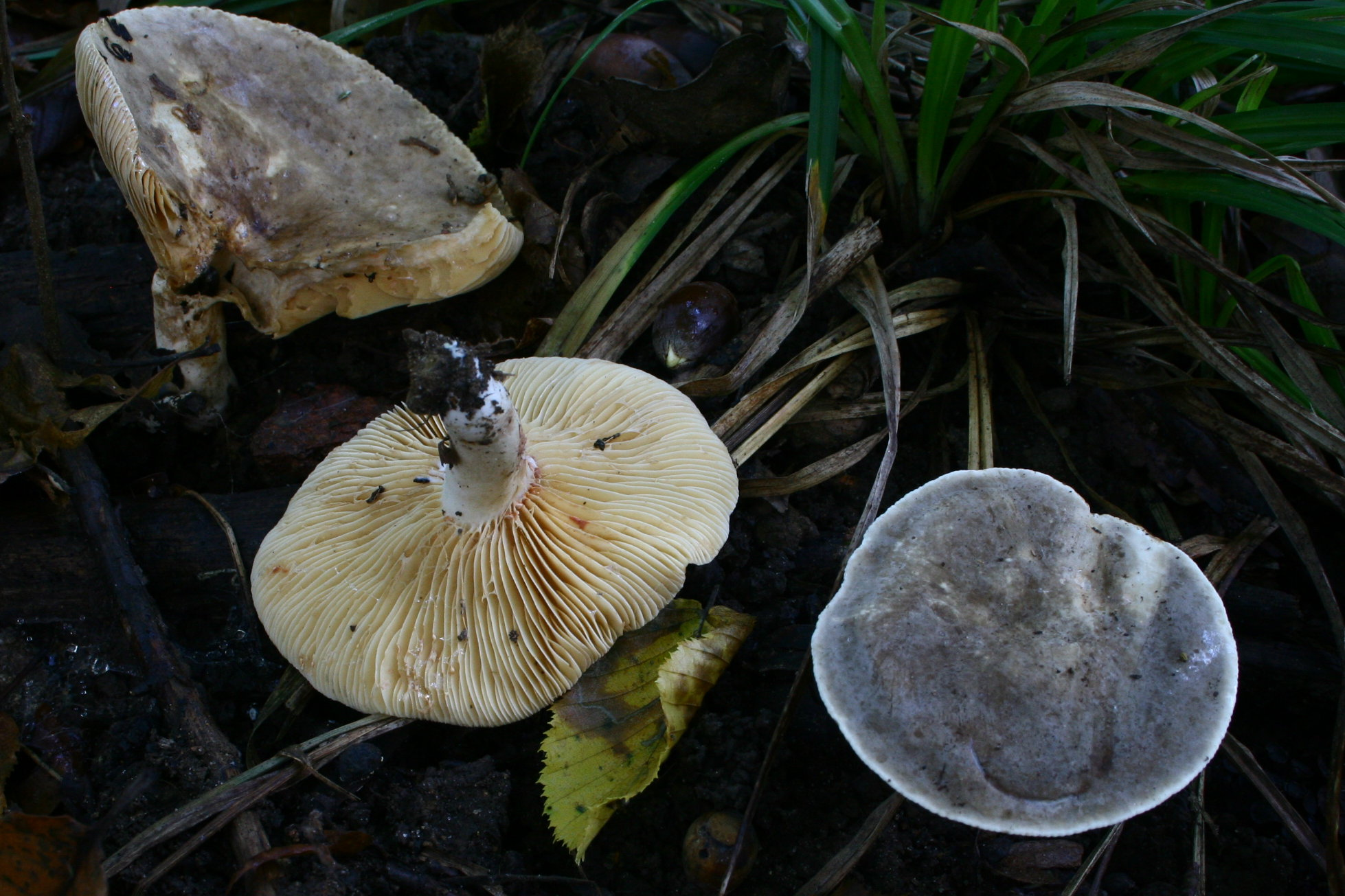
Lactarius azonites!
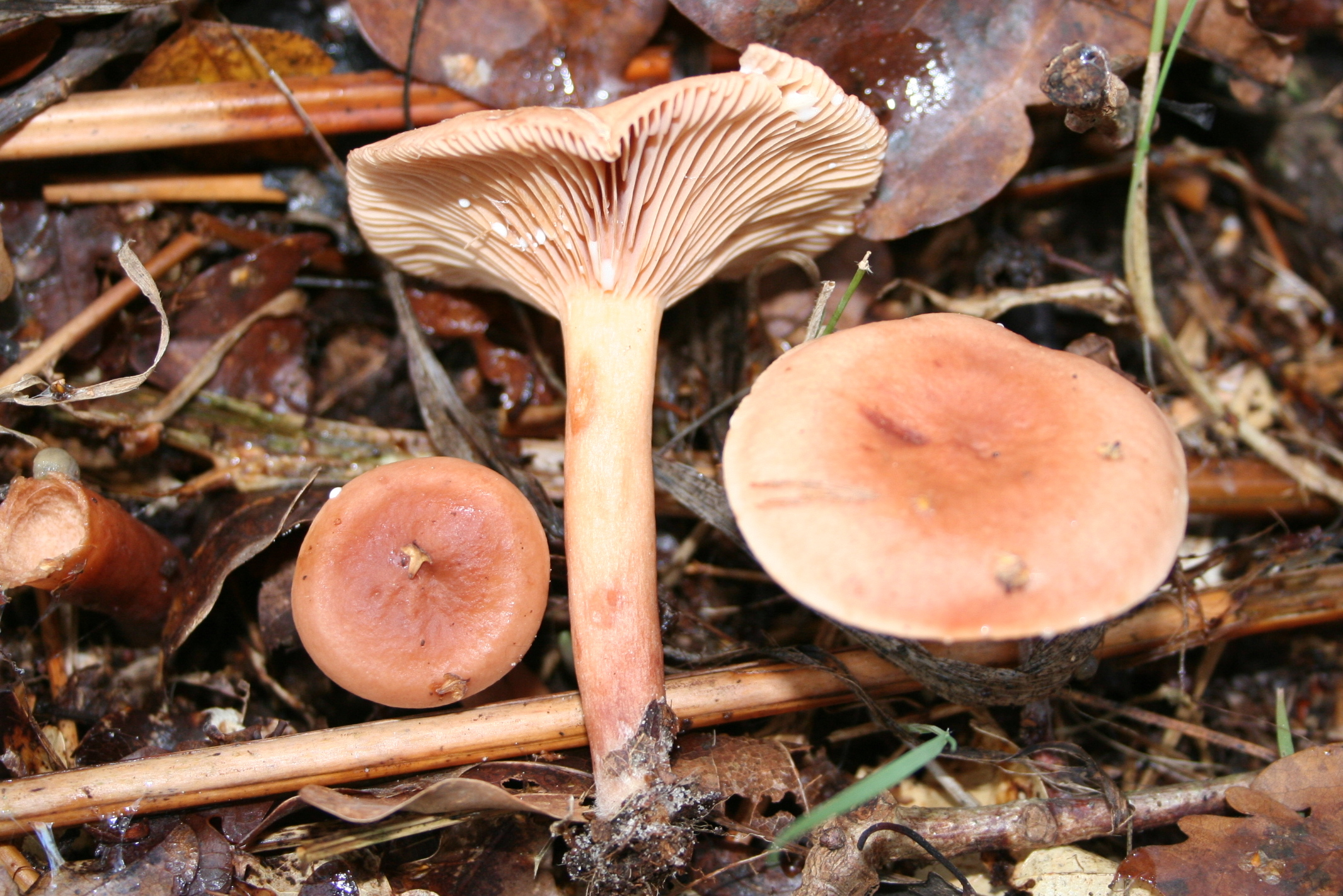
!Lactarius decipiens!
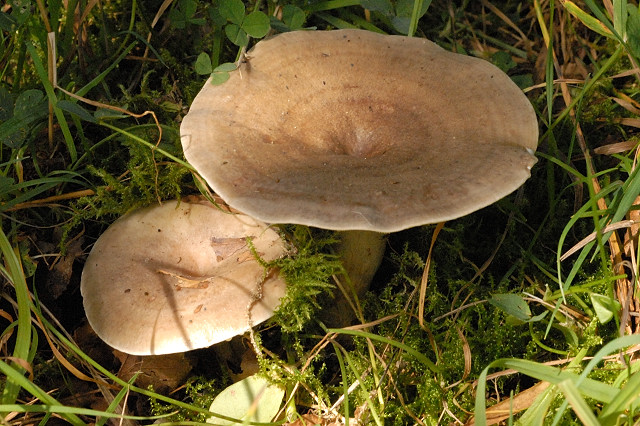
!Lactarius fluens!
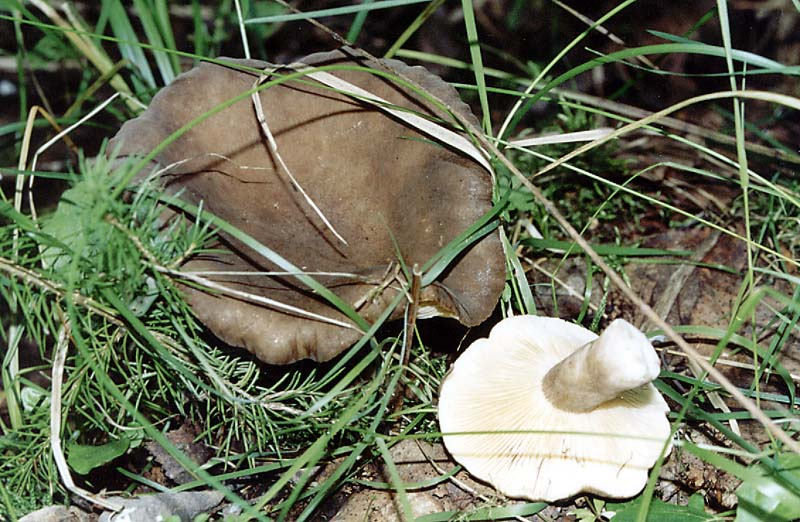
!Lactarius fulginosus!
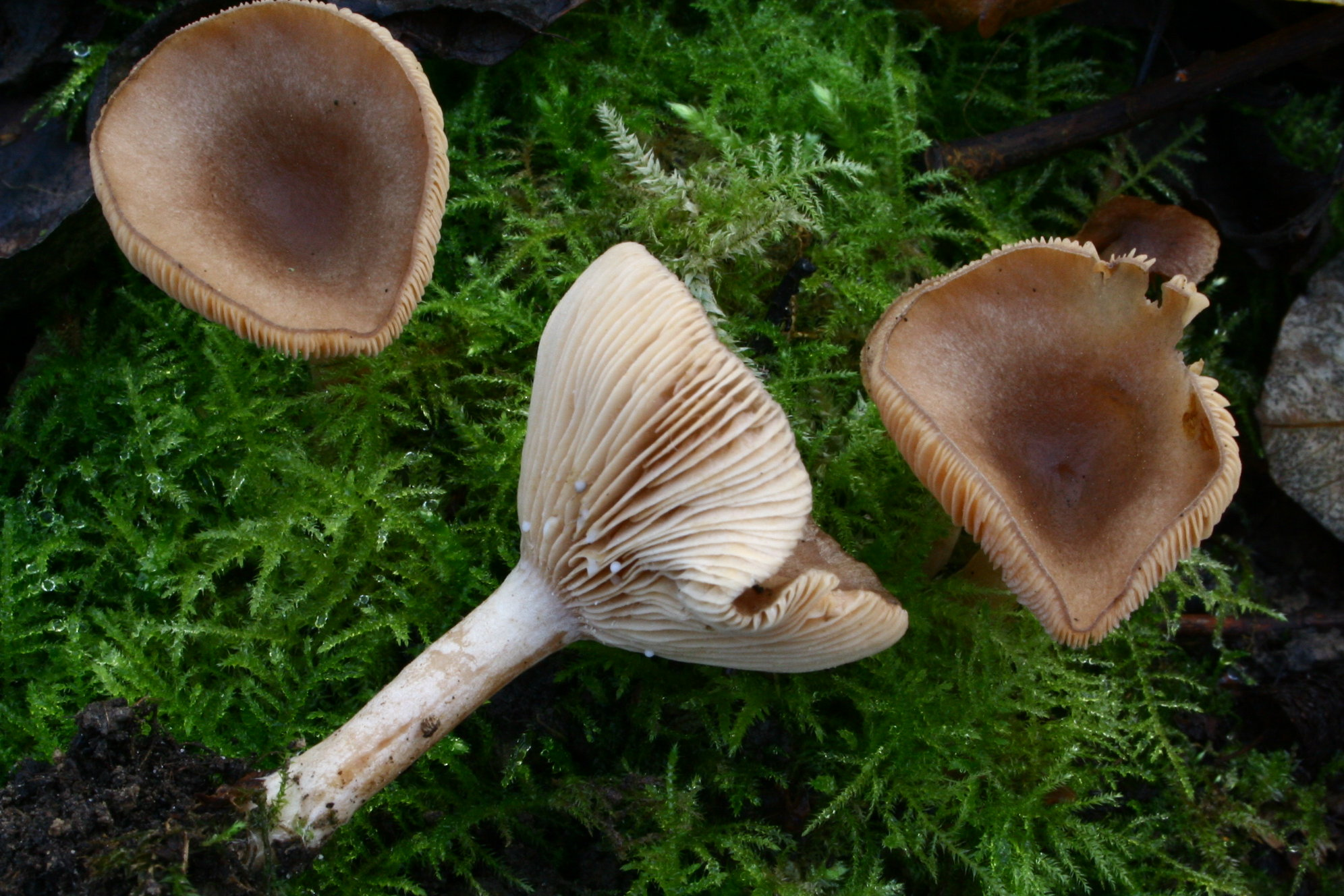
Lactarius glyciosmus
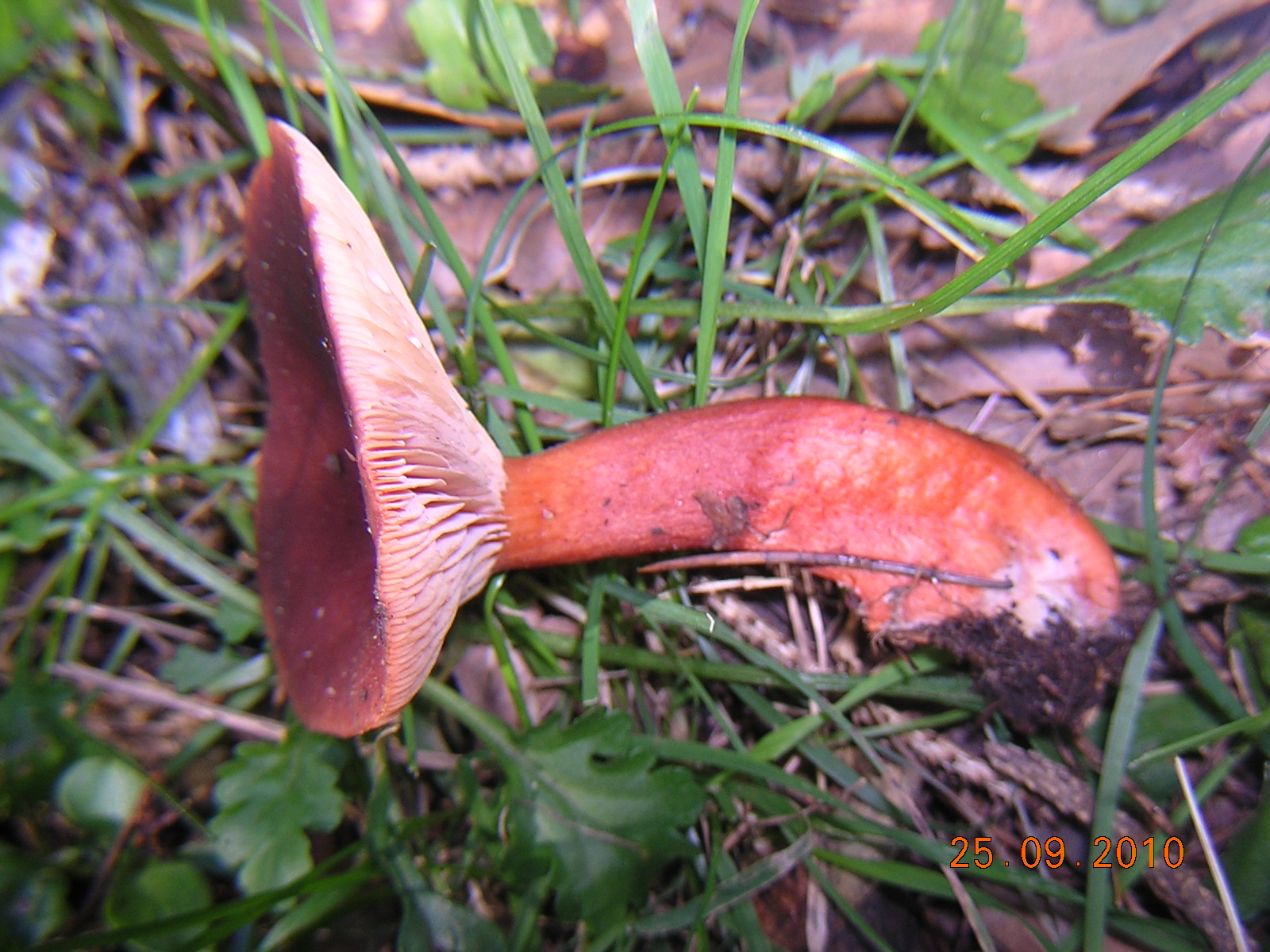
!Lactarius hepaticus!

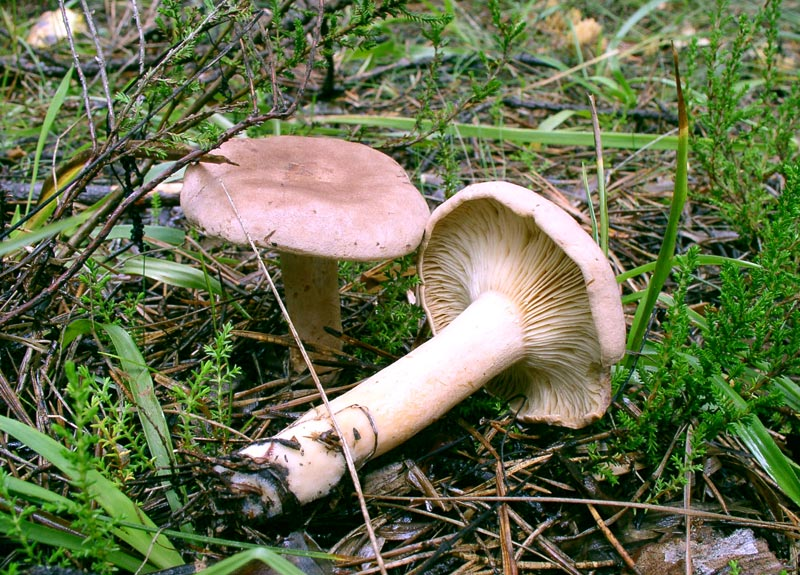
Lactarius helvus
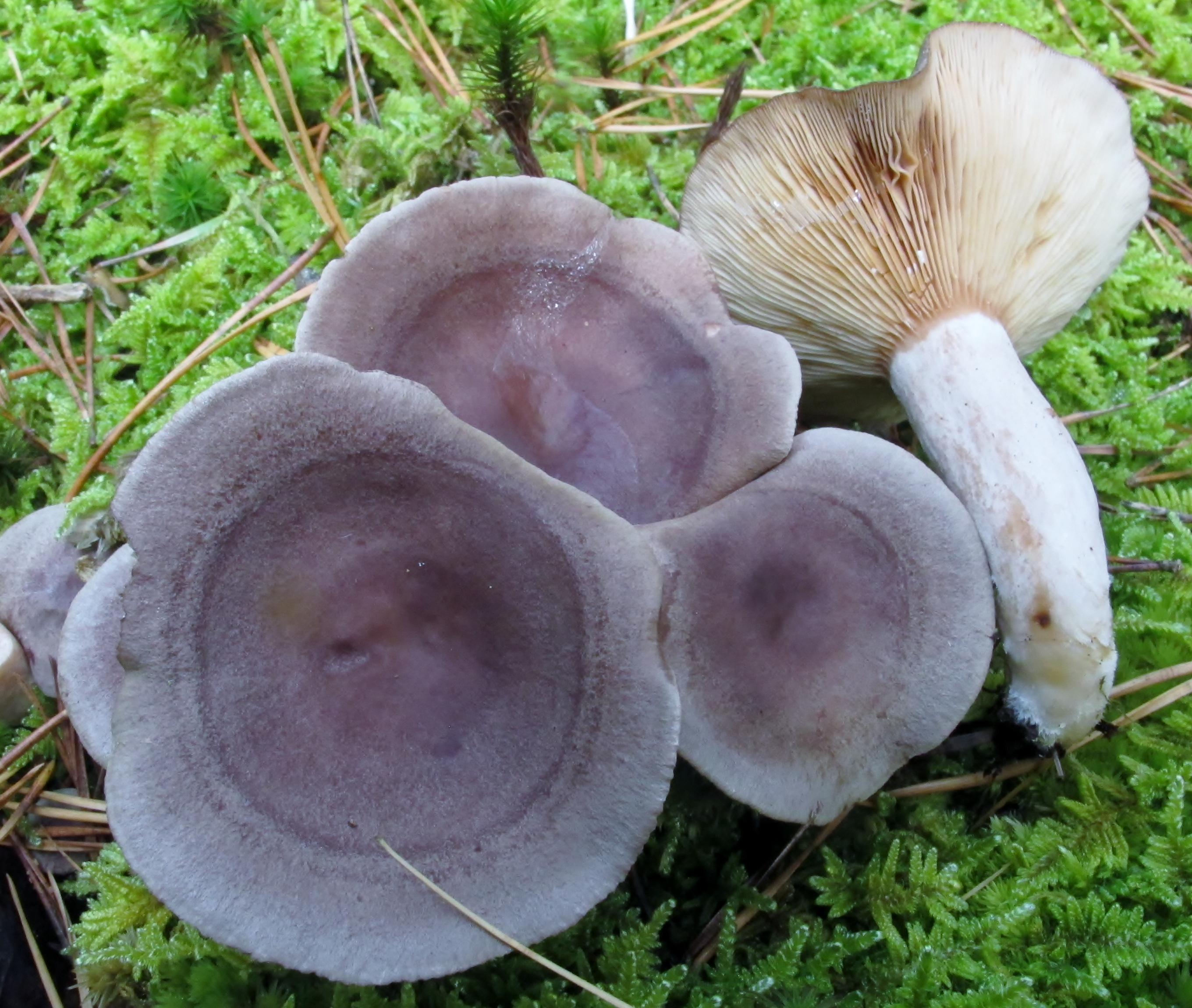
!Lactarius mammosus!
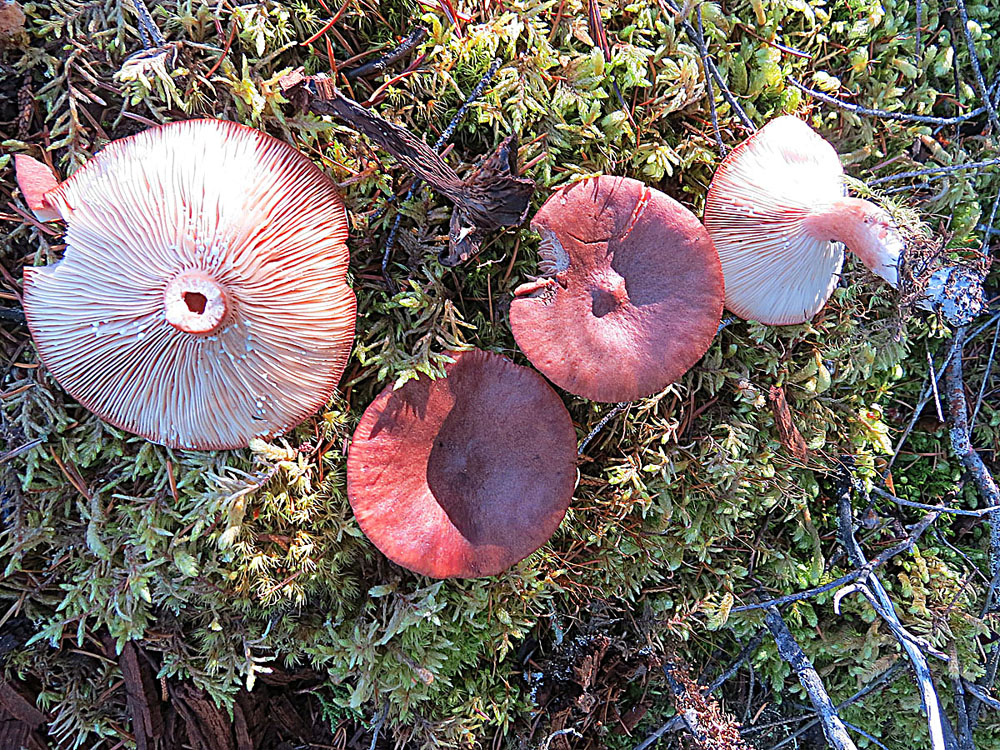
!Lactarius rufus!
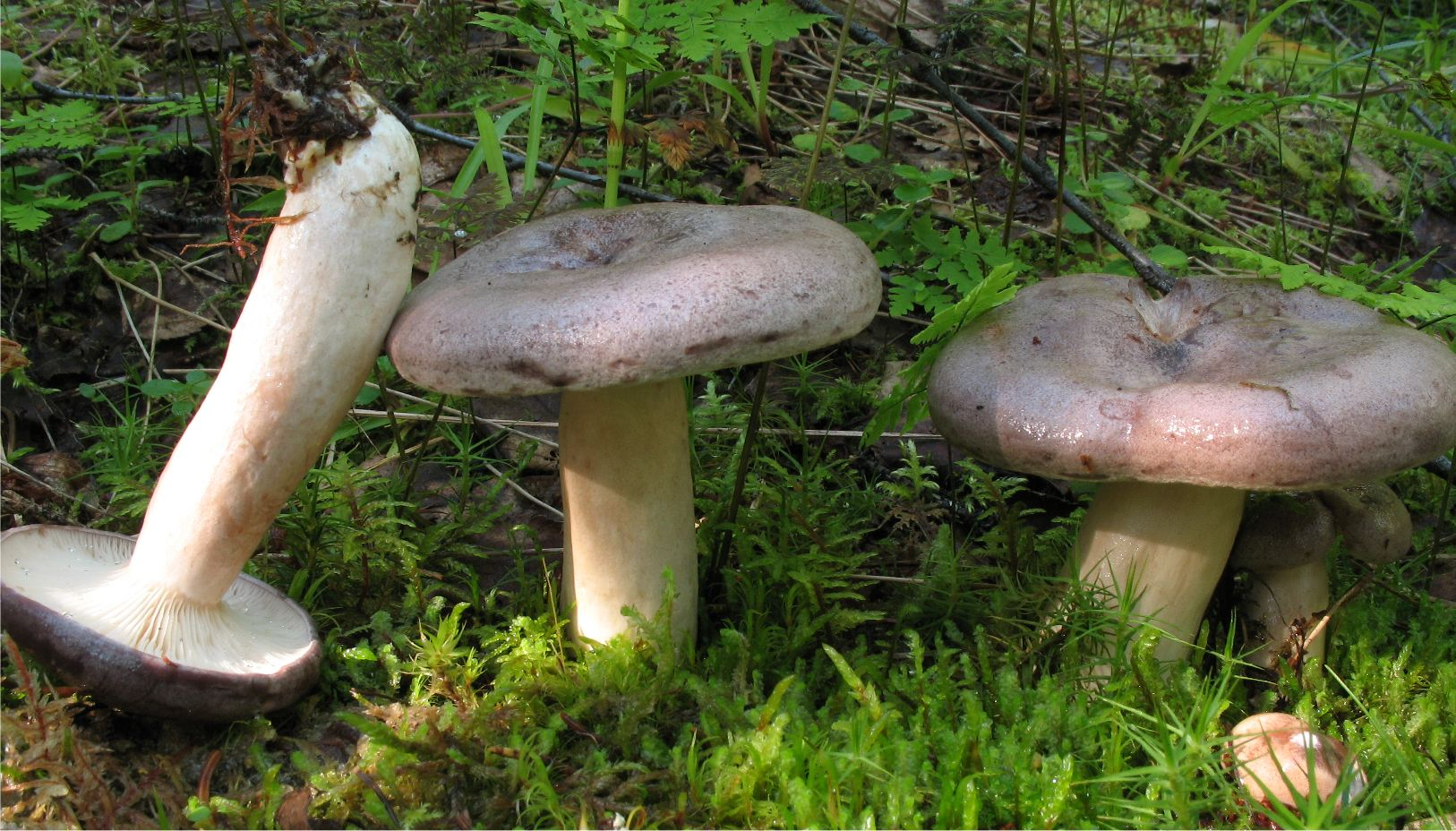
!Lactarius trivialis!
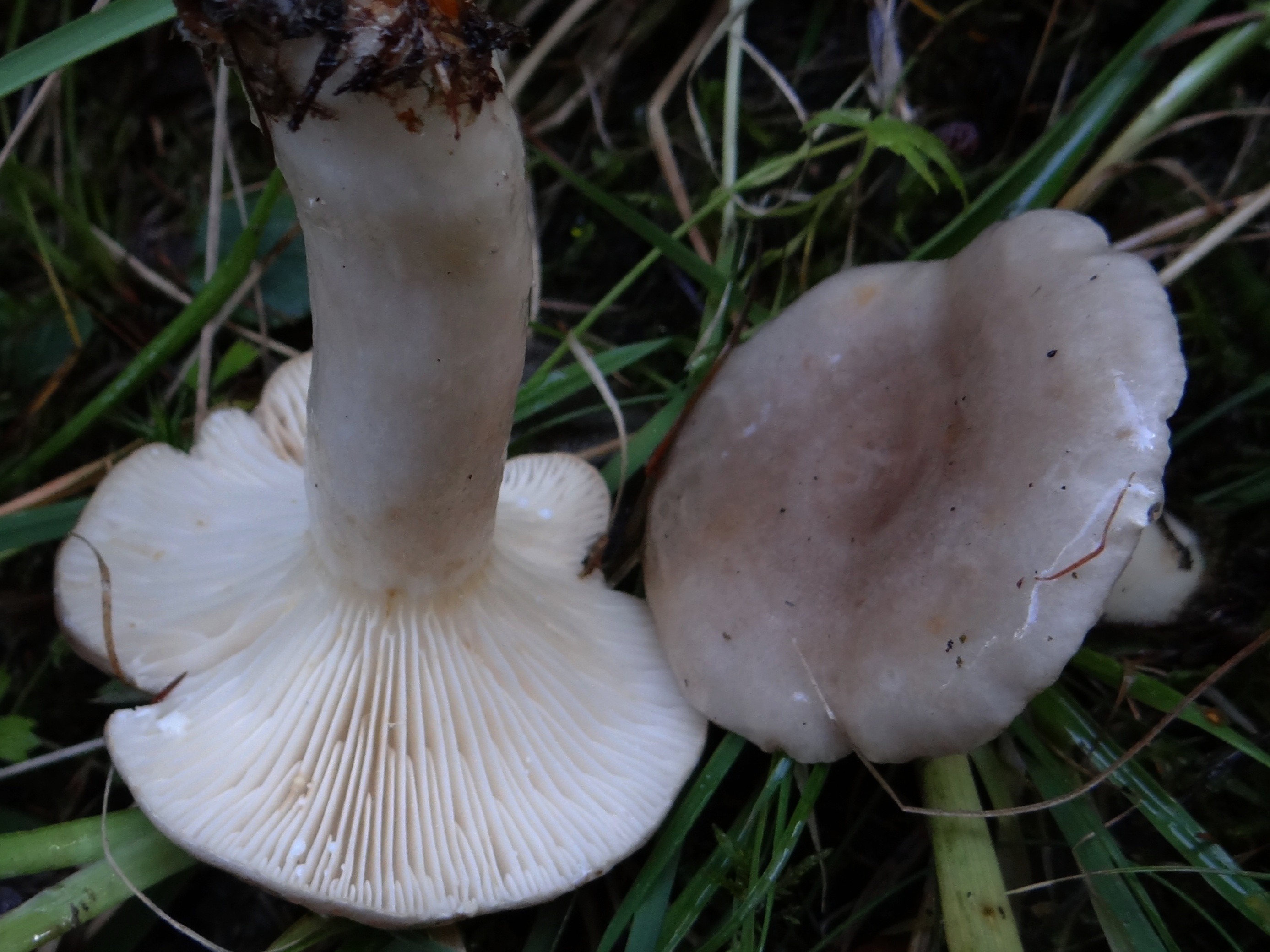
!Lactarius uvidus!

## Valorificare
Buretele este din cauza gustului amar și iute necomestibil, în plus, nici măcar mirosul poate să convingă. 